# Leona Florentino

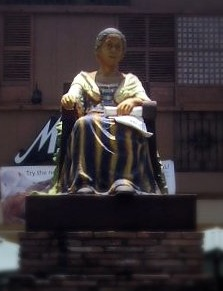
Pomnik Leony Florentino

Leona Florentino (ur. 19 kwietnia 1849, zm. 4 października 1884) – filipińska poetka tworząca w językach hiszpańskim i ilokańskim.
Urodziła się w Vigan w dzisiejszej prowincji Ilocos Sur. Pochodziła z zamożnej, prominentnej rodziny. Wykształcenie odebrała w domu, pod kierunkiem matki oraz przy pomocy guwernerów. Jako czternastolatka została wydana za polityka Elíasa de los Reyesa. Owocem tego małżeństwa było pięcioro dzieci, w tym późniejszy prominentny polityk, związkowiec i pisarz Isabelo de los Reyes.
Pierwsze literackie kroki postawiła bardzo wcześnie. Jej kompozycje poetyckie dotykały motywów feministycznych, eksplorowały też wątki seksualne. Zostały przyjęte z uznaniem, były publikowane we Francji, Hiszpanii i Stanach Zjednoczonych. Oddana sprawie równouprawnienia kobiet i mężczyzn, była dyskryminowana przez swoją konserwatywną rodzinę, wiodąc w zasadzie samotny żywot wygnańca. Bywa uznawana za pomost między filipińską tradycją ustną a literaturą. Zmarła przedwcześnie (chorowała na gruźlicę), zdobyła jednakże międzynarodowe uznanie. Jako pierwsza Filipinka została uwzględniona w zbiorze Encyclopedia Internationale des Oeuvres des Femmes, opublikowanym w 1889. Jej dorobek prezentowany był na wystawach w Madrycie (1887) i w Paryżu (1889).
Upamiętnia ją pomnik oraz ulica w rodzinnym mieście. Poświęcono Florentino także liczne biografie i opracowania historyczne. Czasem nazywa się ją matką filipińskiej literatury kobiecej.